# Parigi-Nizza 1958
La Parigi-Nizza 1958, sedicesima edizione della corsa, si svolse dal 10 al 16 marzo su un percorso di 1 359 km ripartiti in 7 tappe (la quinta suddivisa in due semitappe). Fu vinta dal belga Fred De Bruyne davanti all'italiano Pasquale Fornara e all'altro belga Germain Derycke.

## Tappe
| Tappa  | Data     | Percorso                           | km   | Vincitore di tappa | Leader cl. generale |
| ------ | -------- | ---------------------------------- | ---- | ------------------ | ------------------- |
| 1ª     | 10 marzo | Parigi > Auxerre                   | 204  | Pietro Nascimbene  | Pietro Nascimbene   |
| 2ª     | 11 marzo | Auxerre > Vichy                    | 224  | Willy Vannitsen    | Pietro Nascimbene   |
| 3ª     | 12 marzo | Vichy > Saint-Étienne              | 149  | Willy Vannitsen    | Pietro Nascimbene   |
| 4ª     | 13 marzo | Saint-Étienne > Uzès               | 218  | Nino Defilippis    | Pietro Nascimbene   |
| 5ª-1ª  | 14 marzo | Uzès > Vergèze (cron. individuale) | 56   | Jacques Anquetil   | Fred De Bruyne      |
| 5ª-2ª  | 14 marzo | Vergèze > Montpellier              | 62   | Miguel Poblet      | Fred De Bruyne      |
| 6ª     | 15 marzo | Montpellier > Manosque             | 229  | Fernand Picot      | Fred De Bruyne      |
| 7ª     | 16 marzo | Manosque > Nizza                   | 217  | Giuseppe Favero    | Fred De Bruyne      |
| Totale | Totale   | Totale                             | 1359 |                    |                     |

## Dettagli delle tappe

### 1ª tappa
- 10 marzo: Parigi > Auxerre – 204 km

| Pos. | Corridore         | Squadra     | Tempo |
| ---- | ----------------- | ----------- | ----- |
| 1    | Pietro Nascimbene | Carpano     |       |
| 2    | Gianni Ferlenghi  | Bianchi     |       |
| 3    | Willy Vannitsen   | Ghigi-Coppi |       |

| Pos. | Corridore         | Squadra | Tempo |
| ---- | ----------------- | ------- | ----- |
| 1    | Pietro Nascimbene | Carpano |       |

### 2ª tappa
- 11 marzo: Auxerre > Vichy – 224 km

| Pos. | Corridore       | Squadra     | Tempo |
| ---- | --------------- | ----------- | ----- |
| 1    | Willy Vannitsen | Ghigi-Coppi |       |
| 2    | Germain Derycke | Carpano     |       |
| 3    | Fred De Bruyne  | Carpano     |       |

| Pos. | Corridore         | Squadra | Tempo |
| ---- | ----------------- | ------- | ----- |
| 1    | Pietro Nascimbene | Carpano |       |

### 3ª tappa
- 12 marzo: Vichy > Saint-Étienne – 149 km

| Pos. | Corridore        | Squadra     | Tempo |
| ---- | ---------------- | ----------- | ----- |
| 1    | Willy Vannitsen  | Ghigi-Coppi |       |
| 2    | Michel Van Aerde | Mercier     |       |
| 3    | Germain Derycke  | Carpano     |       |

| Pos. | Corridore         | Squadra | Tempo |
| ---- | ----------------- | ------- | ----- |
| 1    | Pietro Nascimbene | Carpano |       |

### 4ª tappa
- 13 marzo: Saint-Étienne > Uzès – 218 km

| Pos. | Corridore        | Squadra | Tempo |
| ---- | ---------------- | ------- | ----- |
| 1    | Nino Defilippis  | Carpano |       |
| 2    | Joseph Groussard | Helyett |       |
| 3    | Miguel Poblet    | Ignis   |       |

| Pos. | Corridore         | Squadra | Tempo |
| ---- | ----------------- | ------- | ----- |
| 1    | Pietro Nascimbene | Carpano |       |

### 5ª tappa - 1ª semitappa
- 14 marzo: Uzès > Vergèze (cron. individuale) – 56 km

| Pos. | Corridore        | Squadra | Tempo |
| ---- | ---------------- | ------- | ----- |
| 1    | Jacques Anquetil | Helyett |       |
| 2    | Fred De Bruyne   | Carpano |       |
| 3    | Pasquale Fornara | Ignis   |       |

| Pos. | Corridore      | Squadra | Tempo |
| ---- | -------------- | ------- | ----- |
| 1    | Fred De Bruyne | Carpano |       |

### 5ª tappa - 2ª semitappa
- 14 marzo: Vergèze > Montpellier – 62 km

| Pos. | Corridore        | Squadra | Tempo |
| ---- | ---------------- | ------- | ----- |
| 1    | Miguel Poblet    | Ignis   |       |
| 2    | Seamus Elliott   | Helyett |       |
| 3    | Michel Van Aerde | Mercier |       |

| Pos. | Corridore      | Squadra | Tempo |
| ---- | -------------- | ------- | ----- |
| 1    | Fred De Bruyne | Carpano |       |

### 6ª tappa
- 15 marzo: Montpellier > Manosque – 229 km

| Pos. | Corridore       | Squadra | Tempo |
| ---- | --------------- | ------- | ----- |
| 1    | Fernand Picot   | Mercier |       |
| 2    | Seamus Elliott  | Helyett |       |
| 3    | Jean Stablinski | Essor   |       |

| Pos. | Corridore      | Squadra | Tempo |
| ---- | -------------- | ------- | ----- |
| 1    | Fred De Bruyne | Carpano |       |

### 7ª tappa
- 16 marzo: Manosque > Nizza – 217 km

| Pos. | Corridore       | Squadra       | Tempo |
| ---- | --------------- | ------------- | ----- |
| 1    | Giuseppe Favero | Carpano       |       |
| 2    | Brian Robinson  | Saint-Raphaël |       |
| 3    | Gérard Saint    | Saint-Raphaël |       |

| Pos. | Corridore        | Squadra | Tempo     |
| ---- | ---------------- | ------- | --------- |
| 1    | Fred De Bruyne   | Carpano | 34h22'08" |
| 2    | Pasquale Fornara | Ignis   | a 52"     |
| 3    | Germain Derycke  | Carpano | a 2'38"   |

## Classifiche finali

### Classifica generale
| Pos. | Corridore           | Squadra                     | Tempo     |
| ---- | ------------------- | --------------------------- | --------- |
| 1    | Fred De Bruyne      | Carpano                     | 34h22'08" |
| 2    | Pasquale Fornara    | Ignis-Pena Solera-Doniselli | a 52"     |
| 3    | Germain Derycke     | Carpano                     | a 2'38"   |
| 4    | Raphaël Géminiani   | Saint-Raphaël               | a 3'33"   |
| 5    | Fernando Brandolini | Bianchi-Pirelli             | a 4'50"   |
| 6    | Jean Forestier      | Essor-Leroux-Hutchinson     | a 5'04"   |
| 7    | Gianni Ferlenghi    | Bianchi-Pirelli             | a 5'10"   |
| 8    | Renzo Accordi       | Ignis-Pena Solera-Doniselli | a 5'41"   |
| 9    | Seamus Elliott      | Helyett-Leroux-Hutchinson   | a 8'08"   |
| 10   | Jacques Anquetil    | Helyett-Leroux-Hutchinson   | a 8'35"   |